# ژان بوتو
ژان بوتو (فرانسوی: Jean Boiteux‎؛ ۲۰ ژوئن ۱۹۳۳ – ۱۱ آوریل ۲۰۱۰) یک شناگر اهل فرانسه بود.
وی در مسابقات کشوری و بین‌المللی در مجموع برندهٔ ۵ مدال طلا، ۴ مدال نقره، ۱ مدال برنز شده‌است.